# Spilosoma doerrisi
Spilosoma doerrisi là một loài bướm đêm thuộc phân họ Arctiinae, họ Erebidae.